# Adelomyrmex samoanus
Adelomyrmex samoanus é uma espécie de formiga do gênero Adelomyrmex, pertencente à subfamília Myrmicinae.